# Летище „Вашингтон-Дълес“
Международното летище „Вашингтон-Дълес“ (на английски: Washington Dulles International Airport) е летище в Дълес, щата Вирджиния, Съединените американски щати.
Разположено на 42 km западно от центъра на град Вашингтон, то обслужва агломерацията около столицата на страната. Летището носи името на града и на политика Джон Фостър Дълес.
Сградата на главния терминал, проектирана през 1958 г. от Ееро Сааринен, е нареждана сред образците на модернизма в архитектурата и е значително инженерно постижение за своето време.